# Гриффит, Гордон
Гордон Гриффит (англ. Gordon Griffith; 4 июля 1907 — 12 октября 1958) — американский сценарист, продюсер и актёр.
Один из первых американских детей-актёров. Его карьера в кино продолжалась около пятидесяти лет, за это время он снялся в 60 фильмах. Успешно перешёл от съемок в немых фильмах к участию в звуковом кино. За время своей актёрской карьеры в частности сотрудничал с Чарли Чаплином. Первым исполнил роли Тома Сойера и Тарзана.

## Избранная фильмография
- 1914 — Прерванный роман Тилли — нет в титрах
- 1914 — Детские автомобильные гонки
- 1914 — Лучший жилец — сын хозяйки
- 1914 — Двадцать минут любви — парень
- 1914 — Настигнутый в кабаре
- 1914 — Роковой молоток
- 1917 — Маленькая американка
- 1918 — Тарзан, приёмыш обезьян — Тарзан в детстве
- 1925 — Маленькая Анни Руни